# Kościół katolicki w Belize
Kościół katolicki w Belize - wspólnota wyznaniowa Kościoła Katolickiego w państwie Belize w Ameryce Łacińskiej. Działa pod patronatem duchowym Papieża i Kurii w Rzymie
Skupia wokół siebie 49.6% całej populacji kraju (dane na 2000 rok). Biskupami w Belize są członkowie Konferencji Episkopatu Antyli.
Obecnym nuncjuszem apostolskim w Belize jest arcybiskup Fortunatus Nwachukwu.